# Centre de politique de sécurité de Genève
Le Centre de politique de sécurité de Genève, (anglais : Geneva Centre for Security Policy), abrégé GCSP, est une fondation internationale créée en 1995 en vertu du droit suisse pour « promouvoir la construction et le maintien de la paix, de la sécurité et de la stabilité ». Le GCSP a été fondé par le Département fédéral de la défense, de la protection civile et des sports en coopération avec le Département fédéral des affaires étrangères en tant que contribution de la Suisse au Partenariat pour la paix (PPP).

## Localisation

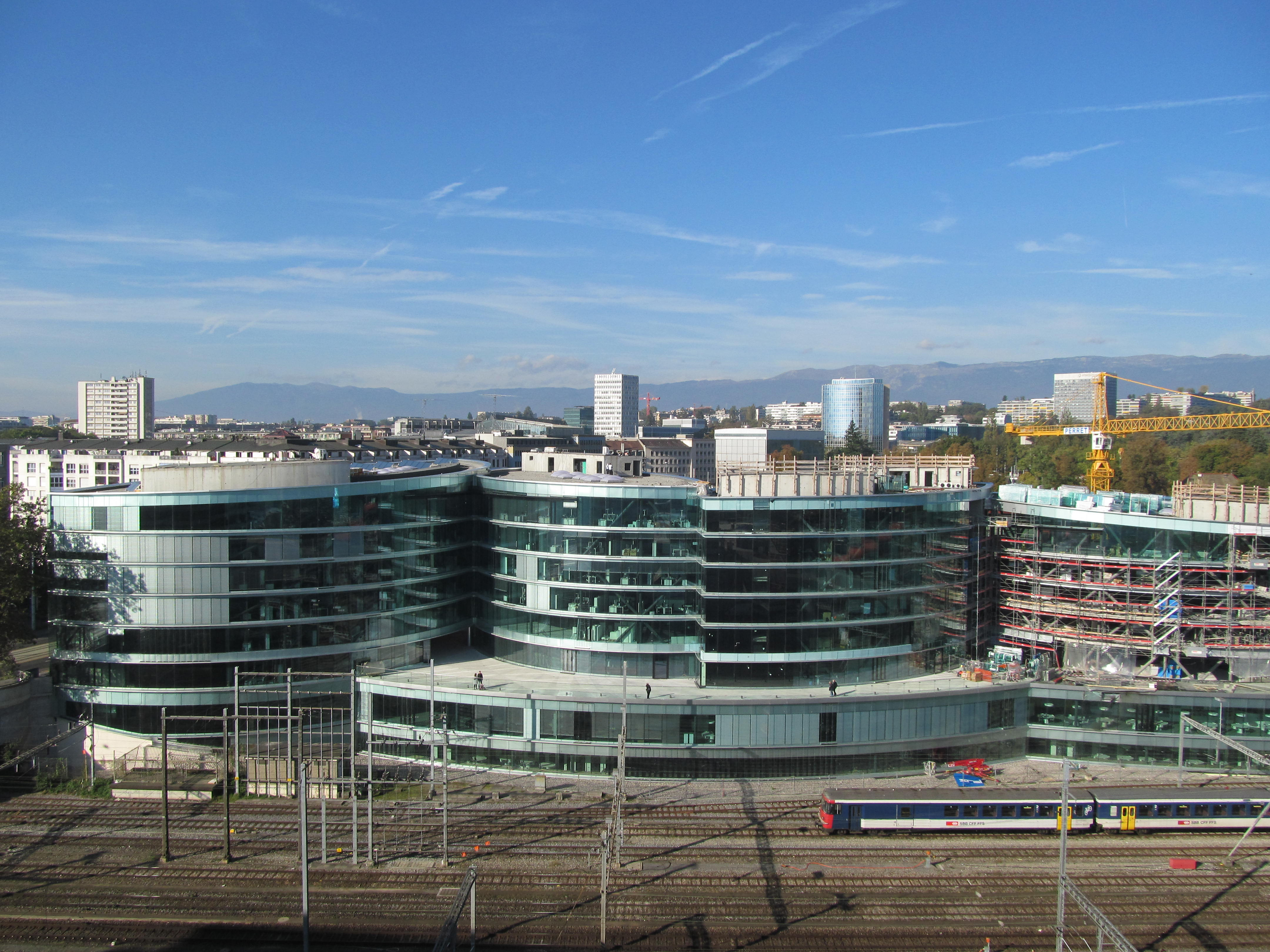
La Maison de la paix, en 2013

Le siège du GCSP est à Genève, en Suisse, dans le bâtiment de la Maison de la paix, qui appartient à l' Institut de hautes études internationales et du développement. Il partage le bâtiment avec l'Institut de hautes études, le Centre international de déminage humanitaire de Genève (CIDHG) et le Centre de Genève pour le contrôle démocratique des forces armées (DCAF). Il est l'élément principal du campus de la paix.

## Activités
L'activité principale du GCSP consiste à dispenser une formation et une formation des cadres à la politique internationale globale de paix et de sécurité pour les diplomates en milieu de carrière, les officiers et les fonctionnaires des ministères des Affaires étrangères, de la Défense et d'autres ministères concernés, ainsi que les organisations internationales . Les participants aux formations du GCSP viennent de pays du Conseil de partenariat euro-atlantique, du Dialogue méditerranéen de l'OTAN, de l'Initiative de coopération d'Istanbul et aussi de pays d'Asie du Sud et de l'Est et d'Afrique. En plus de ses trois formations de longue durée (d'une durée de trois à neuf mois) organisées à Genève, le GCSP propose également des formations sur mesure à Genève, New York, Dakar, Amman, Bakou, Addis-Abeba, Erevan et Sarajevo .
Le travail du GCSP se concentre sur le développement régional, les défis de sécurité émergents, le leadership et la gestion des crises et des conflits.

## Gouvernance et financement
Le gouvernement suisse est le principal contributeur au budget du GCSP. D'autres membres du conseil, États partenaires et institutions soutiennent également le GCSP en détachant des professeurs, en finançant des bourses et en contribuant à d'autres aspects des activités du centre.
L'organe directeur du GCSP est le Conseil de fondation, composé de représentants de 52 Etats membres et du canton de Genève. Le 2 septembre 2019, l'ambassadeur Jean-David Levitte a été nommé président du Conseil de fondation du Centre de politique de sécurité de Genève. Le directeur du GCSP est l'ambassadeur Christian Dussey. L'ancien président du Conseil de fondation était François Heisbourg.

## Voir également